# Risque d'inondation en Indre-et-Loire
Le risque inondation est un des risques majeurs susceptibles d'affecter le département d'Indre-et-Loire (région Centre-Val de Loire, France). Il se caractérise par la possibilité qu'un aléa de type inondation se produise et occasionne des dommages plus ou moins importants aux enjeux humains, économiques ou environnementaux situés sur le territoire départemental.
En 2005, 108 communes avaient eu au moins une reconnaissance de catastrophe naturelle pour inondation ou coulées de boue.

## Réseau hydrographique
Les bassins hydrographiques sont découpés dans le référentiel national BD Carthage en éléments de plus en plus fins, emboîtés selon quatre niveaux : régions hydrographiques, secteurs, sous-secteurs et zones hydrographiques. Le département est partagé en trois régions hydrographiques. Par ailleurs les secteurs et sous-secteurs peuvent être regroupés en dix grands bassins versants : le Loir, la Loire, l'Authion, le Cher, l'Indre, l'Indrois, la Vienne, la Creuse, la Claise et la Veude. La plupart sont décomposables en sous-bassins versants qui correspondent à des assemblages de zones hydrographiques. Ainsi le bassin de la Loire peut être décomposé dans les sous-bassins de la Brenne, de la Cisse, de la Choisille, de la Bresme et de la Loire. 

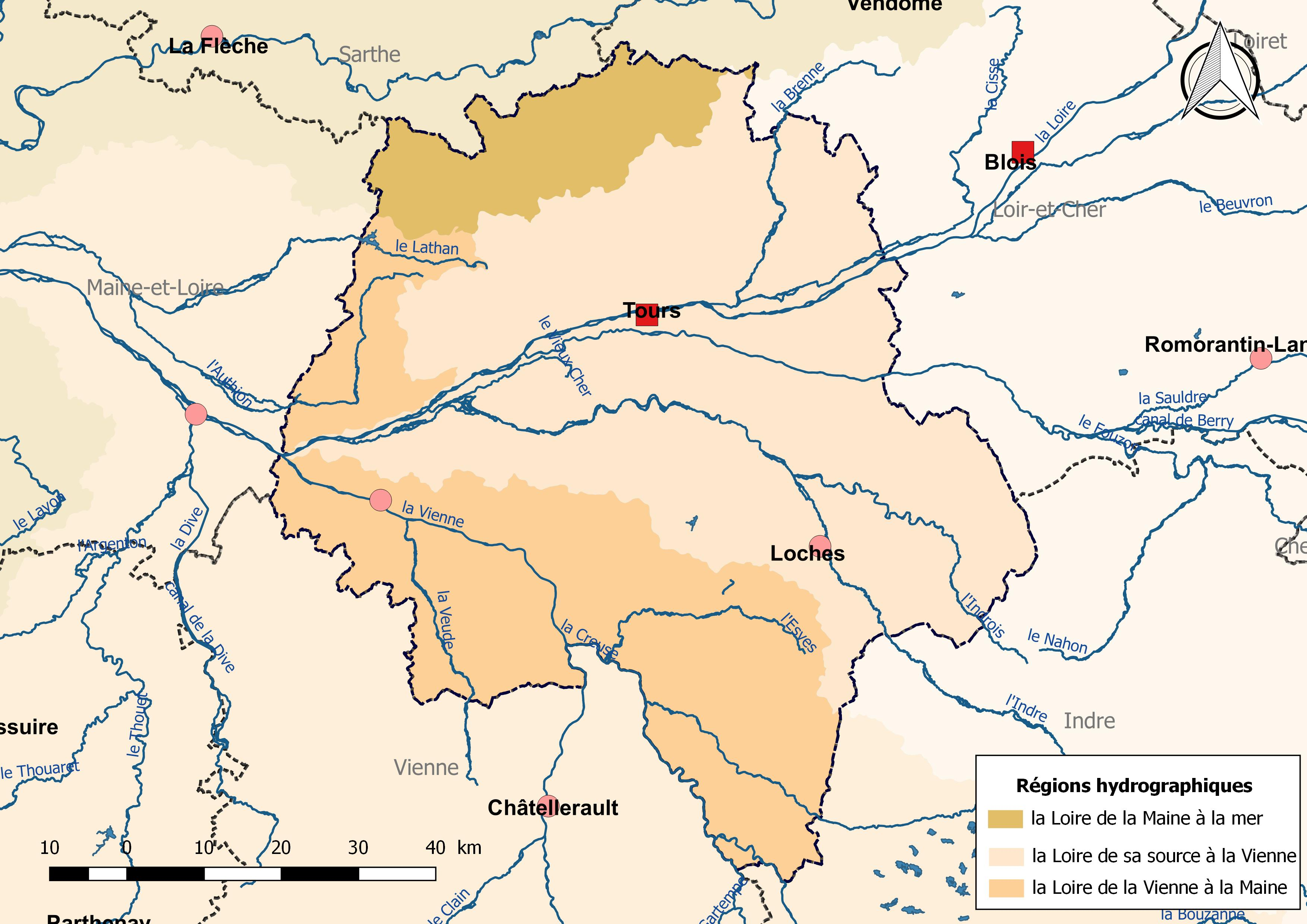
L'Indre-et-Loire est partagé en trois régions hydrographiques.
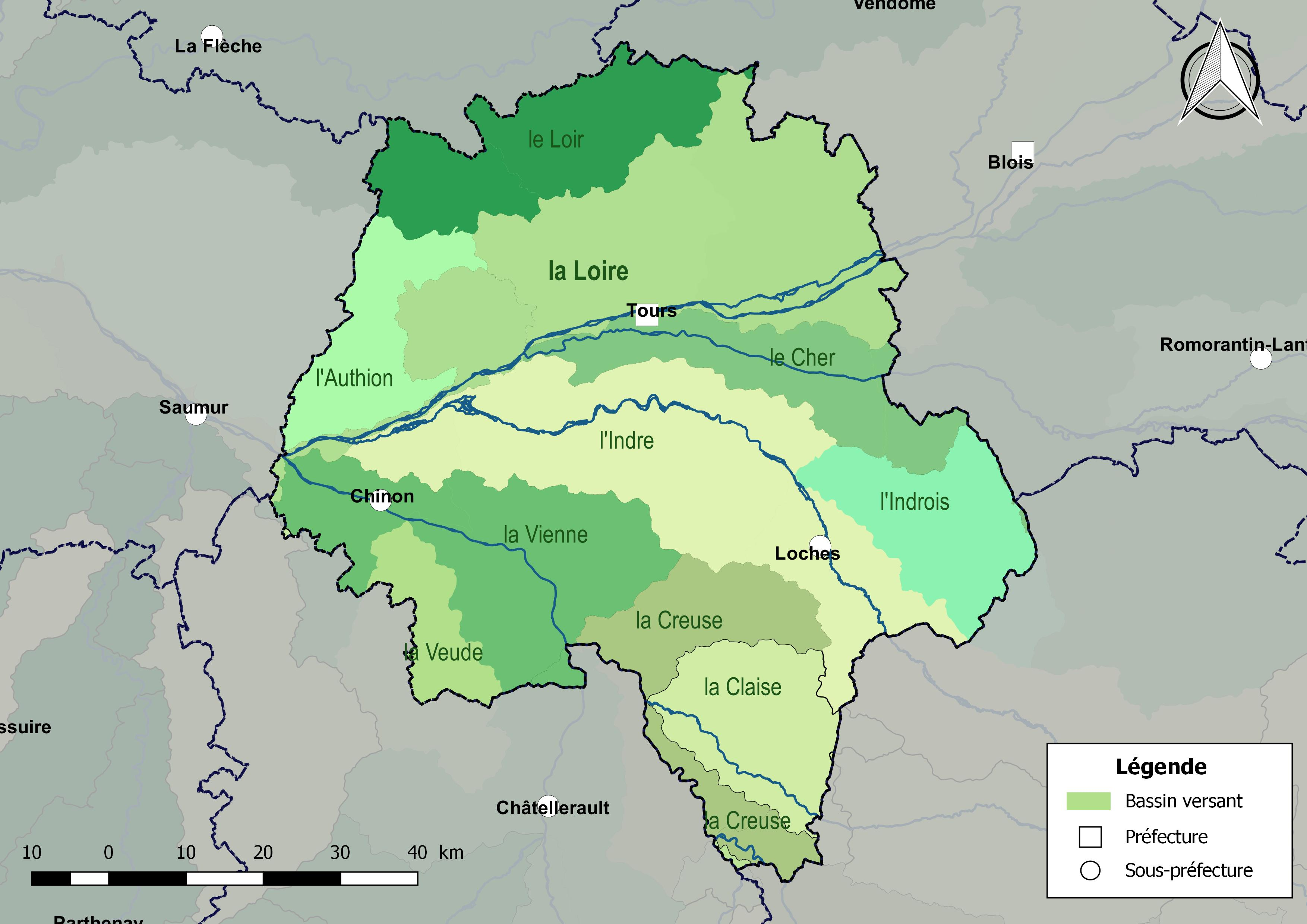
Les dix principaux bassins versants d'Indre-et-Loire.
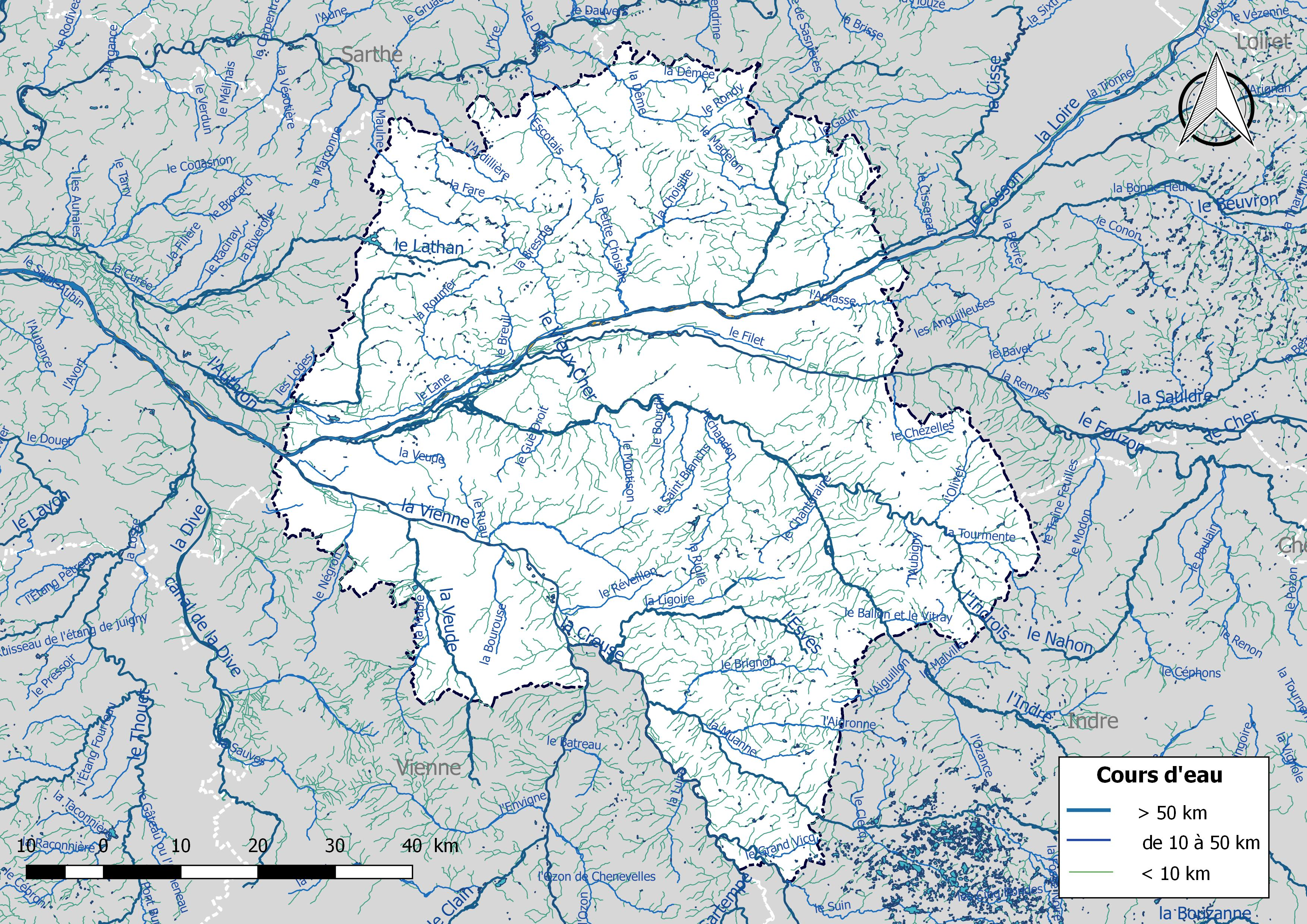
Carte de l'ensemble du réseau hydrographique d'Indre-et-Loire.

## Typologie des inondations
Dans le département d'Indre-et-Loire, les mécanismes d’inondation relèvent de quatre types :  
- débordement de cours d'eau à la suite d'une crue lente, génération une inondation de plaine ;
- crues torrentielles lorsque les cours d’eau sont en pente forte ;
- remontée de nappe ou ruissellement en milieu urbain ;
- rupture d'une digue de protection, lorsque la montée des eaux fragilise le pied ou le corps de l’ouvrage.

## Inondations historiques
En 2005, 108 communes avaient eu au moins une reconnaissance de catastrophe naturelle pour inondation ou coulées de boue

## Gouvernance

### Gouvernance de bassin

#### Bassins administratifs
La gestion de l’eau, soumise à une législation nationale et à des directives européennes, se décline par bassin hydrographique, au nombre de sept en France métropolitaine, échelle cohérente écologiquement et adaptée à une gestion des ressources en eau. L'Indre-et-Loire est dans le bassin Loire-Bretagne, qui est à la fois une  circonscription administrative de bassin, territoire de gestion dont les limites sont des limites communales, et un bassin hydrographique, territoire hydrographique dont les limites sont des lignes de partage des eaux. Chaque circonscription de bassin, également appelée bassin Directive-cadre sur l'eau (bassin DCE), est découpée en sous-bassins administratifs, dénommés aussi sous-bassins DCE, qui constituent un niveau intermédiaire d’agrégation entre la masse d'eau et le bassin Directive-cadre sur l'eau.

#### Instances de bassin
Les instances de bassins sont constituées de deux entités :
- le comité de bassin, une instance de concertation qui regroupe différents acteurs, publics ou privés, agissant dans le domaine de l’eau : collectivités, État, usagers, personnes qualifiées, milieux socioprofessionnels et le préfet coordonnateur de bassin. Le département d'Indre-et-Loire dépend du comité de bassin Loire-Bretagne ;
- l'agence de l'eau, un établissement public à caractère administratif de l’État. Le département d'Indre-et-Loire dépend de l'agence de l'eau Loire-Bretagne[3].

## Connaissance du risque d’inondation

### Directive Inondations
La Directive inondation du 23 octobre 2007 vise à créer un cadre commun permettant d'évaluer et de réduire les risques d'inondation sur le territoire de l'Union européenne et donc réduire les disparités de prise en compte et de traitement du phénomène inondation selon les États membres et favoriser la coopération transfrontalière. Elle est transposée dans le droit français par l'article 221 de la LENE (Loi portant sur l’engagement national pour l’environnement) du 12 juillet 2010 et comprend trois étapes : évaluation préliminaire, cartographie, plan de gestion. La première étape s'achève en décembre 2011 et donne lieu à la définition d'une stratégie nationale publiée en octobre 2014. Celle-ci s'articule autour de trois objectifs : augmenter la sécurité des populations, réduire le coût des dommages et raccourcir fortement le délai de retour à la normale des territoires sinistrés. Elle doit ensuite être déclinée en Plans de gestions du risque d'inondation au niveau de chaque bassin (PGRI) puis en Stratégies locale de gestion du risque d'inondation (SLGRI) en principe au niveau de chaque TRI, mais pouvant être étendues sur des territoires plus larges pour des raisons de cohérence.

#### Évaluation préliminaire du risque d'inondation en 2011

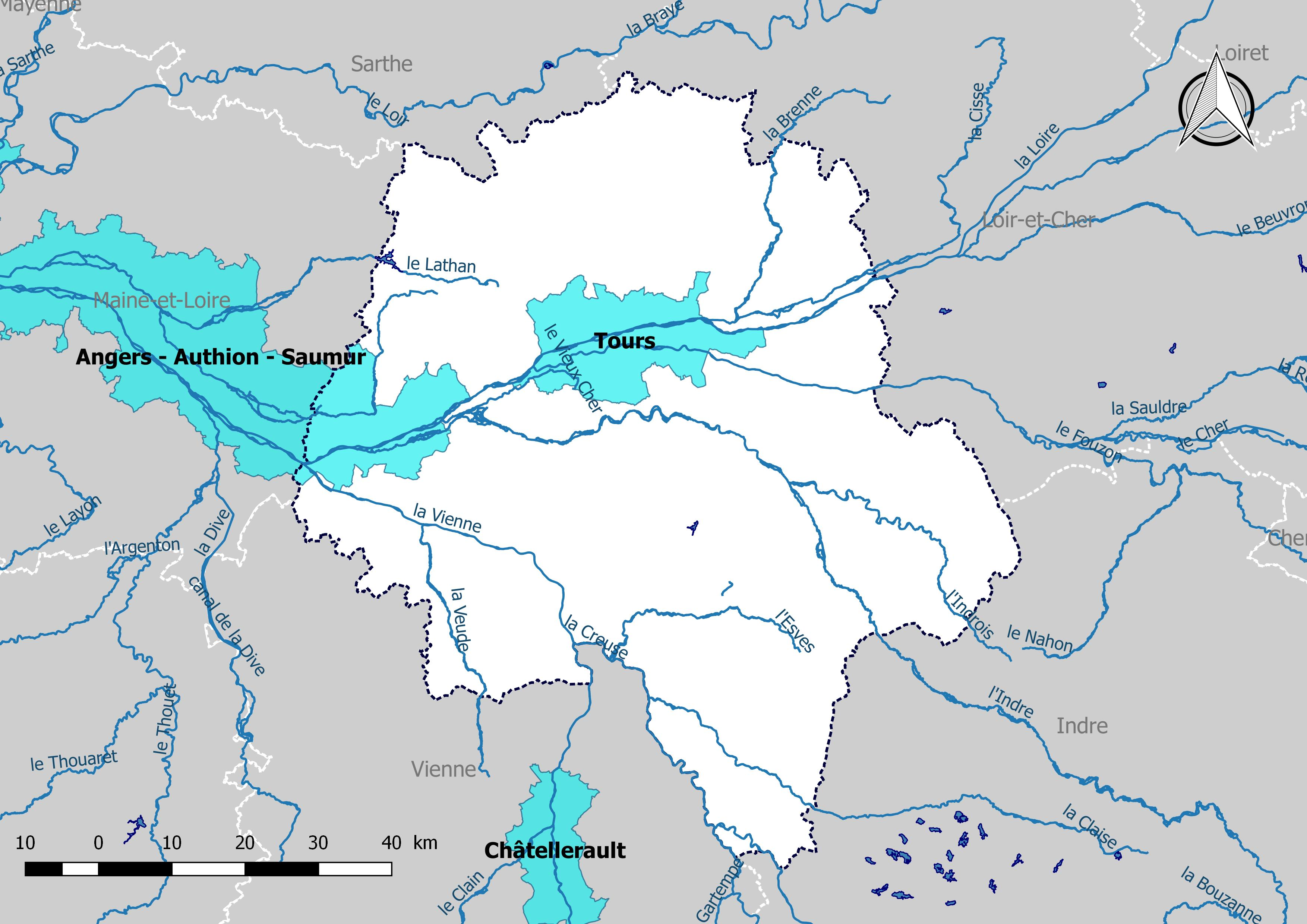
Le département comprend deux TRI.

L'évaluation préliminaire des risques d'inondation (EPRI) réalisée en 2011 sur le bassin Loire-Bretagne, a permis de déterminer les enveloppes approchées des inondations potentielles (EAIP) « cours d'eau et ruissellements » et « submersions marines ». L'EAIP représente l'emprise potentielle des débordements de tous les  cours d'eau, y compris les petits et les intermittents, des torrents et des concentrations d'écoulement  dans les fonds de thalweg.

#### Définitions des Territoires à risques importants d'inondation (TRI) en 2012
Des critères nationaux de caractérisation de l'importance du risque d'inondation ont été définis dans l'arrêté ministériel du 27 avril 2012 et ont permis de définir en décembre 2012 des territoires à risques important d'inondation (TRI) : 122 au niveau national, 22 dans le bassin Loire-Bretagne, deux en Indre-et-Loire,.
| Nom du TRI            | Département(s)                 | Nb communes | Population en EAIP | Aléa caractérisant le TRI              | TRI national |
| --------------------- | ------------------------------ | ----------- | ------------------ | -------------------------------------- | ------------ |
| Angers-Authion-Saumur | Maine-et-Loire, Indre-et-Loire | 62          | 75 094             | Débordement de la Loire et de la Maine | oui          |
| Tours                 | Indre-et-Loire                 | 18          | 124 600            | Débordement de la Loire et du Cher     | oui          |

## Prise en compte du risque dans l'aménagement du territoire
L’un des meilleurs moyens de prévention contre le risque d'inondation est d’éviter d’urbaniser les zones exposées au risque d’inondation. Pour cela il est nécessaire de disposer d'outils d'urbanisme réglementaire : les plans de surfaces submersibles d'abord, puis aujourd'hui les plans de prévention du risque inondation.

## Surveillance, prévision, vigilance et alerte

### Prévision et vigilance hydrologiques: Vigicrues

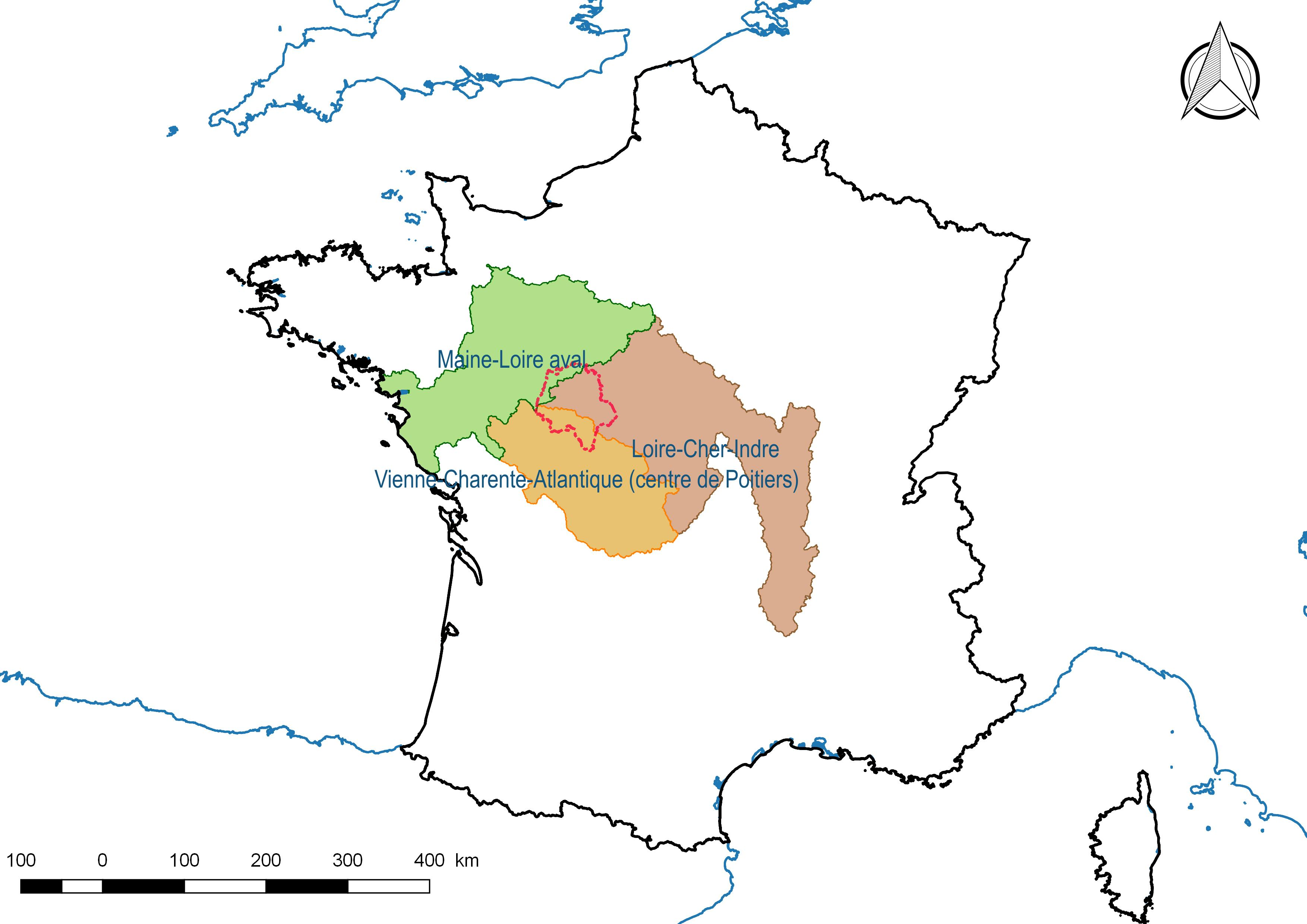
L'Indre-et-Loire dépend de trois territoires de compétences crues (TCC).

Le réseau national de prévision des crues  et d'hydrométrie est constitué des organes suivants : le service  central d’hydrométéorologie et d’appui à la prévision des inondations (Schapi), situé à Toulouse et rattaché au service des risques naturels et hydrauliques de la direction générale de la prévention des risques, les services de prévision des crues (SPC) en région au nombre de 19, les unités d’hydrométrie en région au nombre de 28 et les cellules de veille hydrologique en Corse et dans les départements et régions d’outre-mer. Le département d'Indre-et-Loire dépend de plusieurs services de prévision des crues : Loire-Cher-Indre, Vienne-Charente-Atlantique et Maine-Loire aval.

#### Niveaux de vigilance
L’information de vigilance crues consiste à affecter à chaque tronçon de cours d’eau surveillé par l’État une couleur (vert, jaune, orange ou rouge) en fonction du niveau de danger attendu dans les 24 heures et donc de vigilance nécessaire. La signification de chacun des niveaux ainsi que les hauteurs de crues historiques associées sont présentées dans le tableau suivant.

## Gestion de crise et organisation des secours

### Organisation générale
Depuis la loi de modernisation de la sécurité civile du 13 août 2004, l'organisation de la réponse de sécurité civile (ORSEC) s'articule autour de dispositions générales et spécifiques. En cas d'événement, la direction des opérations de secours repose :
- dans le cas général, au quotidien, le plus couramment, sur le maire ;
- le cas échéant, si la gravité de l’événement dépasse les capacités locales d’intervention ou lorsque le problème concerne plusieurs communes, sur le préfet de département qui commande le dispositif ORSEC. Le maire reste alors chargé des mesures de soutien à sa population.

Lorsqu'un événement affecte plusieurs départements dont l'Indre-et-Loire ou qu'il nécessite le déploiement de renforts, des dispositions complémentaires sont prises par le préfet de la zone de défense et de sécurité, un niveau supra-départemental de décision. Le département dépend de la zone de défense et de sécurité Ouest, dont le siège est à Rennes,.

### Niveau communal: le plan communal de sauvegarde
Le maire, détenteur des pouvoirs de police, a la charge d'assurer la sécurité de la population dans les conditions fixées par le code général des collectivités territoriales. À cette fin, il élabore un plan communal de sauvegarde si la commune est comprise dans le champ d’application d’un plan particulier d'intervention. Le contenu de ce document est précisé par l'article 13 de la loi  2004-811 du 13 août 2004 relative à la modernisation de la sécurité civile. Il détermine en fonction des risques connus les mesures immédiates de sauvegarde et de protection des personnes, il fixe l’organisation nécessaire à la diffusion de l’alerte et des consignes de sécurité et recense les moyens disponibles et définit la mise en œuvre des mesures d’accompagnement et de soutien de la population.

## Information sur le risque d’inondation

### Information préventive
Le maire élabore le dossier d'information communal sur les risques majeurs (DICRIM), un document qui regroupe les données locales et les consignes départementales et nationales nécessaires à l'information des citoyens au titre du droit à l'information en ce qui concerne les risques majeurs et notamment le risque d'inondation.

### Information des acquéreurs ou locataires
L’information lors des transactions immobilières fait l’objet d’une double obligation à la charge des vendeurs ou bailleurs : l'établissement d’un état des risques naturels et technologiques, l'Information acquéreurs ou locataires (IAL) et la déclaration d’une éventuelle indemnisation après sinistre, notamment en vertu de l'article L-125-5 du Code de l'environnement, issu de la loi du 30 juillet 2003 relative à la prévention des risques technologiques et naturels et du décret n°2005-134 du 15 février 2005, modifiés par ordonnance du 10 février 2016, art. 40.

#### Rapports
- Règlement SPC Loire-Cher-Indre, 23 décembre 2013, actualisé août 2015 (lire en ligne)
- Règlement SPC Vienne-Charente-Atlantique, 4 août 2014 (lire en ligne)
- Règlement SPC Maine-Loire aval, 24 août 2015 (lire en ligne)
- Préfecture d'Indre-et-Loire, Dossier départemental des risques majeurs du département d'Indre-et-Loire, 2005 (lire en ligne)

#### Ouvrages
- Démarche française de prévention des risques majeurs, Paris, Ministère de l’Écologie, du Développement durable et de l’Énergie, 12 septembre 2013, 82 p. (lire en ligne).
- 30 ans de politique inondation - Regard sur la politique de prévention des inondations et sa mise en œuvre par les gestionnaires de milieux aquatiques, Aix-en-Provence, Agence régionale pour l'environnement - Provence-Alpes-Côtes d'Azur - Réseau régional des gestionnaires de milieux aquatiques, novembre 2015, 70 p. (lire en ligne)
- Première évaluation nationale des risques d’inondation - Principaux résultats - EPRI 2011, Paris, Ministère de l’Écologie, du Développement durable et de l’Énergie, juillet 2012, 9 p. (lire en ligne)
- Jean-Yves Chauvière, Jean-Jacques Lafitte, Michel Le Quntrec, Jean-Louis Avard, Claude Truchot, Pierre Verdeaux, Prévision des crues et hydrométrie - Évaluation des réseaux et perspectives, Paris, Conseil général de l'environnement et du développement durable, mars 2010, 129 p. (lire en ligne)